# Pásztó
Pásztó è una città di 9.951 abitanti situata nella contea di Nógrád, nell'Ungheria settentrionale.

## Amministrazione

### Gemellaggi
- Ruffec, Francia